# Санта-Катерина-делло-Йонио
Санта-Катерина-Делло-Йонио (итал. Santa Caterina dello Ionio) — коммуна в Италии, располагается в регионе Калабрия, подчиняется административному центру Катандзаро.
Население составляет 2078 человек. Занимает площадь 41 км². Почтовый индекс — 88060. Телефонный код — 0967.
Покровительницей коммуны почитается святая Екатерина Александрийская. Праздник ежегодно празднуется 25 ноября и 8 июля.